# Francis Drake

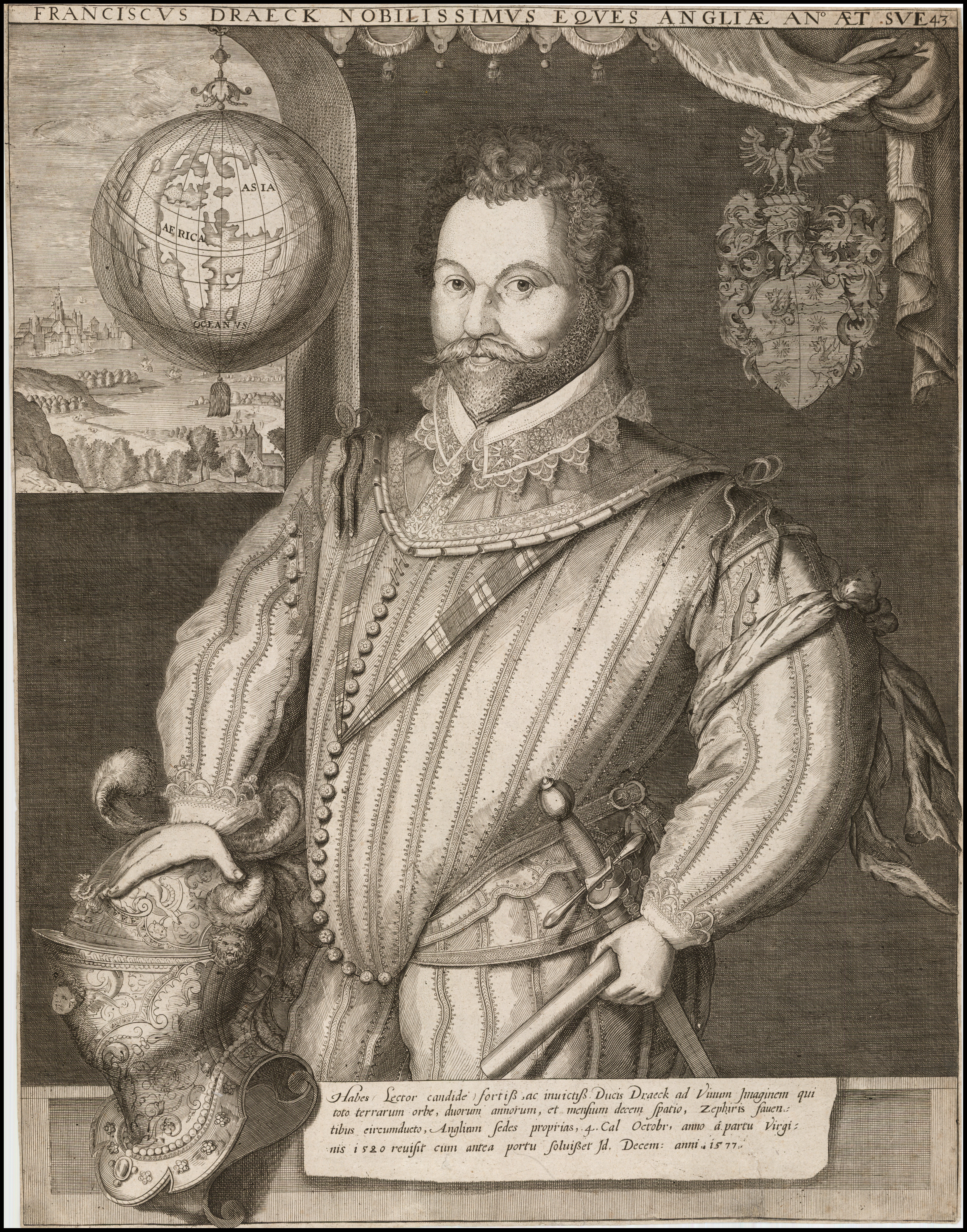
1583 retrato de Sir Francis Drake por Jodocus Hondius I

Francis Drake (Tavistock, Inglaterra, 1540-Portobelo, Virreinato del Perú, 28 de enero de 1596) fue un corsario, explorador, comerciante de esclavos, político y vicealmirante inglés. Dirigió numerosas expediciones de la Marina Real inglesa contra objetivos en territorio español, tanto en la propia España peninsular como en la España americana. Dirigió la tercera expedición para circunnavegar el mundo, cuyos supervivientes remedaron, medio siglo después, la empresa Magallanes-Elcano y la Expedición de García Jofre de Loaísa de 1525-1536. Participó en el ataque a Cádiz de 1587, en la derrota de la Armada Invencible y en el desastre de la Invencible Inglesa, por el que Drake cayó en desgracia.
En una época en la que Inglaterra y España estaban enfrentadas militarmente, fue considerado como un pirata por las autoridades españolas, mientras que en Inglaterra se le ha valorado como corsario y patriota, y en su día se le honró como héroe, siendo nombrado caballero por la reina Isabel I.

## Biografía

### Primeros años
Francis Drake nació en Tavistock, Devon, al suroccidente de Inglaterra. Fue el mayor de los doce hijos de Edmund Drake, un granjero y predicador protestante, y su mujer Mary Mylwaye.
Debido a la persecución religiosa durante la Prayer Book Rebellion (Rebelión del Libro de Oración) en 1549, la familia Drake huyó de Devon a Kent. Allí el padre obtuvo una cita para ministrar a los hombres de la marina del rey. Fue ordenado diácono y fue nombrado vicario de la iglesia Upnor en el Medway. El padre de Drake lo puso como aprendiz de su vecino, el dueño de una barca usada para el comercio costero que transporta mercancía a Francia. El capitán estaba tan satisfecho con la conducta del joven Drake que, siendo soltero y sin hijos a su muerte, le legó la barca a Drake.

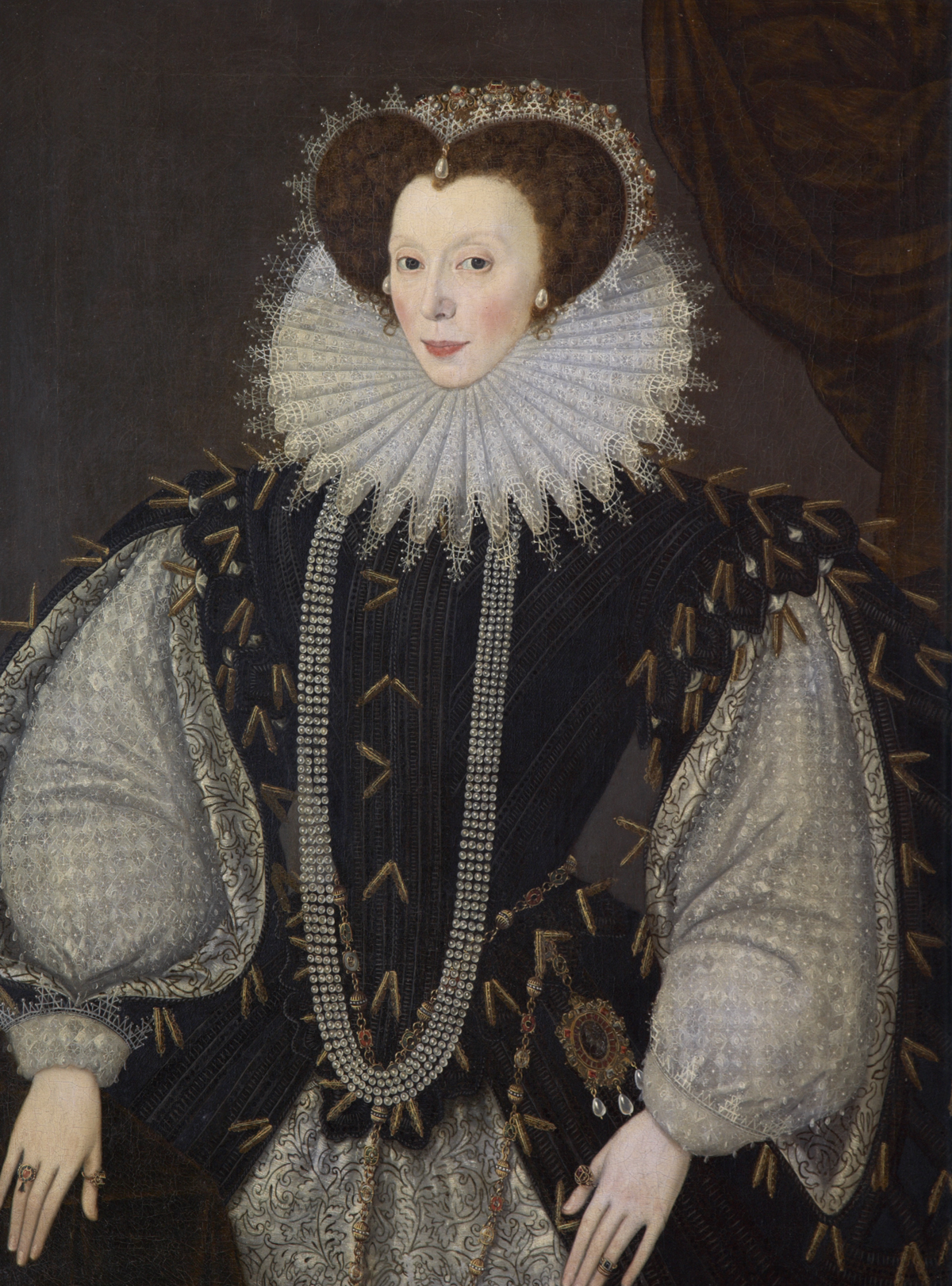
Elizabeth Sydenham

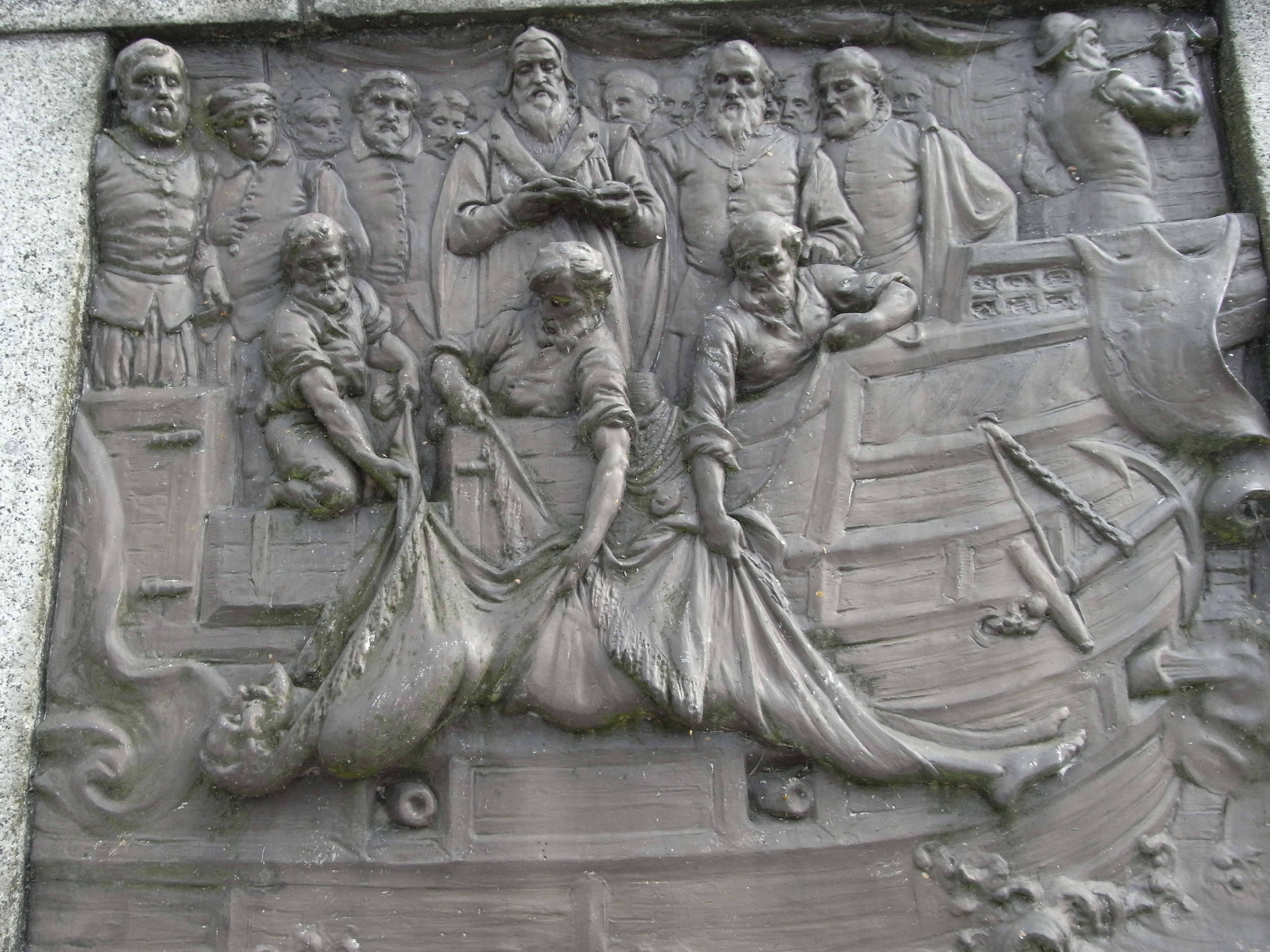
Entierro de Drake en el mar frente a Portobello (licencia artística: de hecho, fue enterrado en un ataúd). Placa de bronce de Joseph Boehm, 1883, base de la estatua de Drake, Tavistock.

En 1569 contrajo matrimonio con Mary Newman, quien falleció doce años después. En 1585 se casó con Elizabeth Sydenham, la única descendiente de George Sydenham del valle de Sydenham, quien fue el gran alguacil de Somerset. Después de la muerte de Drake, Elizabeth se casó con William Courtenay de Powderham. Se cree que Francis Drake no tuvo hijos, por lo que sus títulos pasaron a su sobrino, también llamado Francis. 

### Carrera de marino

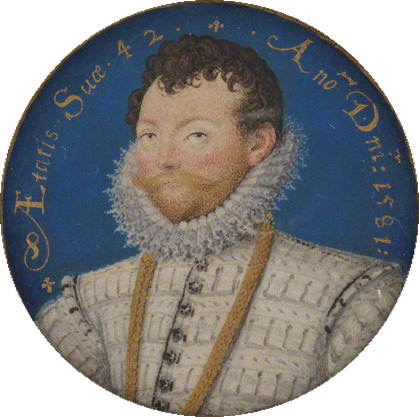
Retrato en miniatura de Francis Drake realizado por Nicholas Hilliard, reverso de la Joya de Drake. La inscripción en latín pone: Aetatis suae 42, An(n)o D(omi)ni 1581 («42 años de edad, en el año del Señor 1581»).

A la edad de trece años Francis Drake se empleó como marinero en un barco mercante, y a los veinte era sobrecargo de un buque que frecuentaba los puertos de Vizcaya.
A primeros de diciembre de 1567, con apenas 25 años, se embarcó junto con su primo segundo John Hawkins en una expedición comandada por este que tenía por misión el comercio de esclavos. Pasaron por Cabo Verde, Guinea y San Jorge de la Mina, donde capturaron a doscientas personas de raza negra; cruzaron el Atlántico y llegaron a Dominica, Margarita y Borburata, donde vendieron a estos hombres como esclavos. Tras carenar sus barcos en Borburata, Drake recibe el mando del Judith y los expedicionarios se dirigen hacia Curazao y Ríohacha.
Con la intención de navegar hacia Cartagena de Indias, una tormenta los desvió al golfo de México, y al tratar de tomar la fortaleza de San Juan de Ulúa, fueron atacados y derrotados por una flota de escolta española. Previamente, los ingleses se habían comprometido a no usar sus cañones en contra de esta, por lo que los españoles pudieron atracar en el actual puerto de Veracruz. A su vez, estos se habían comprometido a no atacar a los británicos una vez entraran, pero todo fue un ardid para sorprenderles y recuperar el fruto del pillaje inglés. En el encuentro, los ingleses perdieron dos barcos de su flota y se vieron obligados a retirarse. Llegó a Plymouth, Inglaterra, a finales de enero de 1569, tras un penoso viaje de regreso por falta de víveres.
A pesar de existir una tregua formal entre las coronas de España e Inglaterra, durante aquella época los incidentes armados entre ambas potencias marítimas se volvieron más violentos y frecuentes.
Las incursiones de los ingleses en aguas virreinales peruanas durante el siglo XVI caen dentro del marco de las operaciones de corso. La Corona española consideraba a cualquier navegante que penetraba en el océano Pacífico como un pirata, y había ordenado a las autoridades locales tratarlos como tales.
Tras dos viajes menores a las Indias Occidentales entre 1570 y 1571, en mayo de 1572 se embarcó nuevamente con la intención de atacar Nombre de Dios, en el istmo de Panamá, donde la flota de Indias española acostumbraba aprovisionarse antes de cruzar el océano de regreso a la península ibérica. En julio de ese año fracasó en su intento de apoderarse de la flota española y resultó herido. Permaneció en la zona todo ese año, y en 1573, aliado con el corsario francés Guillermo Le Testu, capturó un convoy español cargado de oro y plata.
A modo retrospectivo, es pertinente destacar que durante esos viajes menores, en mayo de 1572, el Capitán Francis Drake lideró la expedición desde Plymouth en la nave insignia Pascua y el barco Swan como vicealmirante, con el objetivo primordial de desembarcar en Nombre de Dios. La flota tenía un peso de 70 y 25 toneladas, respectivamente, llevando a bordo a 73 tripulantes voluntarios bajo la dirección de John Drake, hermano del capitán. Ambas naves estaban completamente equipadas con alimentos, ropa y suministros para un año. La expedición, meticulosamente abastecida con municiones, artillería, artesanos y herramientas, incluía tres pinazas desmontadas de Plymouth almacenadas a bordo para su montaje según fuera necesario.
Cuando Drake volvió a Inglaterra el 9 de agosto de 1573, los escasos treinta marineros que le acompañaban eran todos ricos de por vida. La reina Isabel I de Inglaterra, que patrocinaba a otros corsarios como él, también patrocinó sus expediciones e incursiones, a pesar de que había firmado una tregua temporal con España, por lo que no reconocía oficialmente los actos de Drake, pero se beneficiaba de ellos.
En 1575 participó en la masacre de la isla de Rathlin. Por orden del conde de Essex, las tropas de John Norreys masacraron no solo a 200 soldados de la defensa del castillo que se habían rendido, sino a más de 400 civiles, ancianos, mujeres y niños, que se habían refugiado en la isla, mientras los barcos de Drake evitaban que refuerzos irlandeses y escoceses alcanzaran las costas.

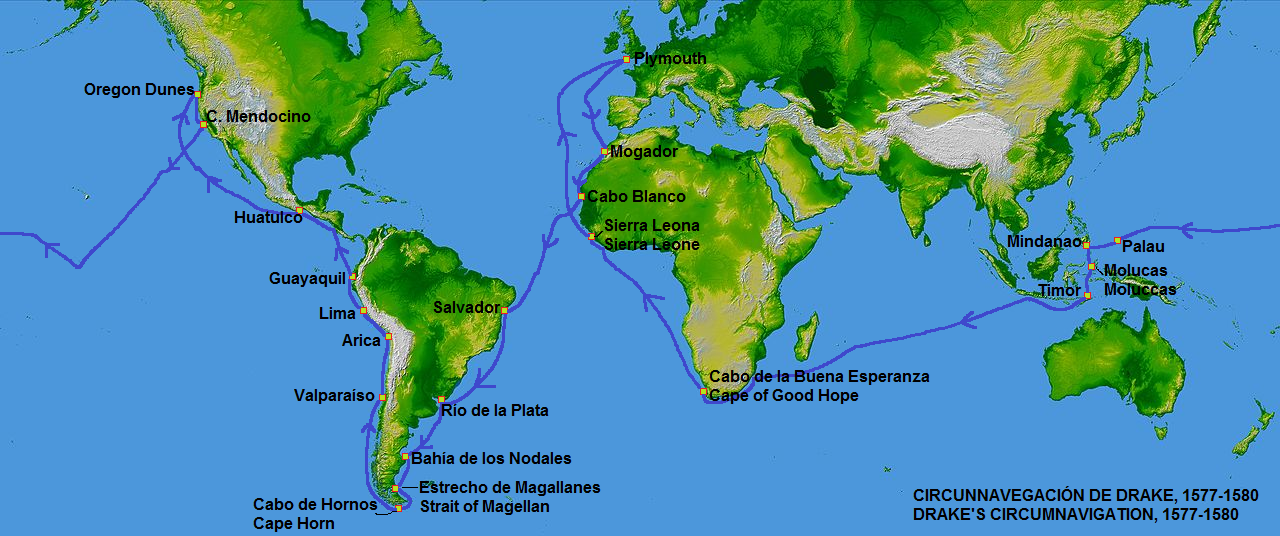
Mapa de la ruta de la circunnavegación de Drake alrededor del mundo, 70 años después de Fernando Magallanes. Como consecuencia del viaje, dio su nombre al pasaje de Drake, que separa a América de la Antártida, mar descubierto con anterioridad por Francisco de Hoces.

Con el éxito de la incursión del istmo de Panamá, en 1577 Isabel envió a Drake para iniciar una expedición contra los españoles a lo largo de la costa americana del Pacífico. Drake usó los planes que Richard Grenville había recibido de la patente en 1574 de Isabel, que fue rescindido un año más tarde después de las protestas de Felipe II de España. El 15 de noviembre zarpó de Plymouth, pero tuvo que regresar a puerto por las malas condiciones climatológicas.

#### De Inglaterra al Pacífico
Después de este gran revés, volvió a zarpar el 13 de diciembre a bordo del Pelican con otros cuatro barcos y 164 hombres.
Pronto añadió un sexto barco. El 19 de enero de 1578 en la costa de Cabo Verde capturó un buque mercante portugués, la Santa María, renombrada como Mary. También retuvo a su capitán, Nunho da Silva, un hombre con experiencia considerable en la navegación de aguas sudamericanas.
A primeros de abril llegaron a la costa de Brasil, que bordearon hasta el Río de la Plata. Se sabe que en el Río de la Plata en el departamento de Colonia se pierde un barco de la escuadra de Francis Drake, cayendo como prisionero de los indios charrúas, un sobrino o hermano de Francis cuyo nombre era John Drake, quien es mantenido como esclavo por dichos indios por varios meses. A finales de 1580 John Drake, un marino francés y otro inglés toman una canoa indígena y cruzan a remo el Río de la Plata rumbo a la recién fundada Buenos Aires. La llegada al pueblo de pocas casas que era Buenos Aires en ese entonces debió ser una escena dantesca, estos tres hombres descalzos, con sus ropas completamente gastadas, semidesnudos y después de haber convivido con cazadores-recolectores del actual Uruguay, deciden entregarse a las autoridades del Imperio español. La vida de esclavo que llevarían debió ser muy penosa para decidir entregarse, a sabiendas lo que iría a suceder. Los corsarios fueron rápidamente encarcelados y posteriormente enviados al tribunal de la inquisición en Perú.
La flota de Drake sufrió un gran desgaste. Llegó a tierra en la sombría bahía San Julián, en lo que hoy es la Argentina. Fernando de Magallanes había llegado aquí medio siglo antes, donde mató a algunos amotinados. Los hombres de Drake vieron esqueletos desgastados y blanqueados en las sombrías horcas españolas. Siguiendo el ejemplo de Magallanes, Drake juzgó y ejecutó a su propio amotinado, Thomas Doughty.
Se aprovisionaron en Puerto San Julián, donde a falta de tripulantes abandonaron dos de sus naves, siguiendo su ruta con las cuatro restantes. La tripulación descubrió que la Mary tenía maderas podridas, por lo que quemaron el barco. Drake decidió permanecer el invierno en San Julián antes de intentar navegar el estrecho de Magallanes.
A finales de agosto acometieron la travesía del estrecho de Magallanes, tras haber perdido todos sus barcos excepto el Pelican, y varios hombres en distintos enfrentamientos con los indios patagones.

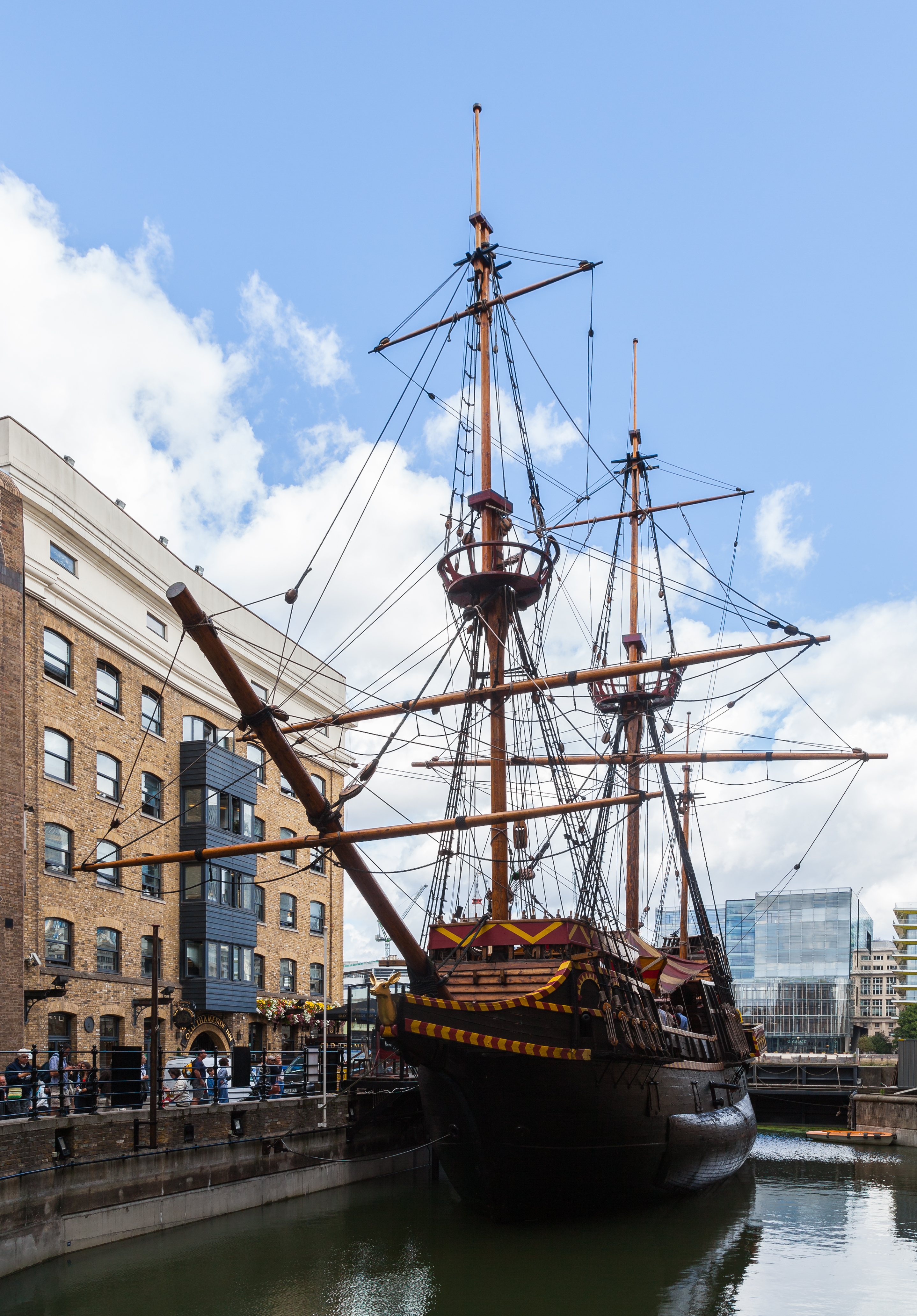
Una réplica del Golden Hind en Bankside, Londres

#### En el Pacífico
Como consecuencia del viaje, en algunos países se conoce hoy el mar al sur de Tierra de Fuego como pasaje de Drake, a pesar de que Drake no navegó por esos mares (sino por el estrecho de Magallanes). De hecho fue el explorador español Francisco de Hoces el que descubrió ese nuevo paso entre el Atlántico y el Pacífico en el año 1525 durante la expedición de Garcia Jofre de Loaísa. Es por ello que en España y algunos países de Hispanoamérica se le llama «mar de Hoces». 
Durante este viaje Drake rebautizó su barco como Golden Hind. Antes de alcanzar las costas peruanas, Drake visitó la isla Mocha, donde fue malherido en un ataque indígena. Luego el 5 de diciembre de 1578 saqueó el puerto de Valparaíso. En el buque español El gran capitán del sur anclado de la bahía donde encontró 60 000 pesos de oro (400 kg) y muchas piedras preciosas. Tres días después el 8 de diciembre de 1578 salió hacia Coquimbo pero las fuerzas de infantería y caballería venidas desde La Serena no se lo permitieron.
A su paso por las costas del Virreinato del Perú atacó numerosos navíos españoles. El 13 de febrero de 1579 atacó algunos navíos anclados en el puerto del Callao. Luego continuó hacia el norte siendo perseguido por la «Armadilla de Toledo» hasta Paita donde llega el 10 de marzo de 1579.
El 16 de marzo de 1579 ancló en la isla del Caño para recargar agua, provisiones y reparaciones hasta el 24 de marzo de 1579. Llegó al puerto de Huatulco el 6 de abril de 1579. Llegó a la bahía de San Francisco el 17 de junio de 1579.

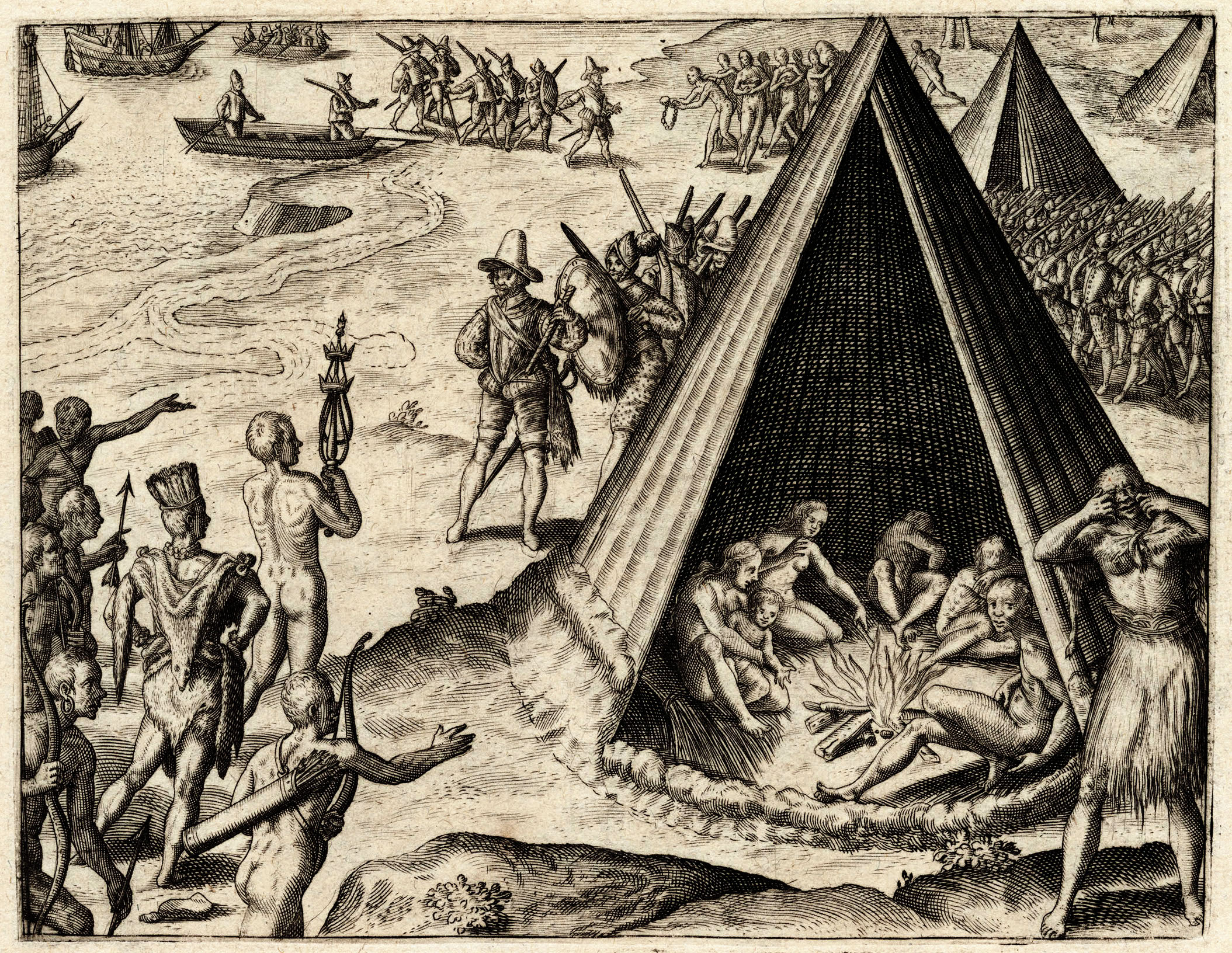
Desembarco de Drake en California, grabado publicado en 1590 por Theodor de Bry

#### Fundación de Nueva Albión y viaje de regreso
En junio de 1579 Drake desembarcó en un punto no especificado de la costa norte de California, al norte de Nueva España. Fundó un puerto, reparó y aprovisionó sus naves e hizo relaciones con los nativos. A su vez, reclamó el territorio en nombre de la Corona inglesa y le dio el nombre de Nueva Albión (Albión, antiguo nombre de Gran Bretaña). La localización exacta de este puerto fue mantenida en secreto para evitar que los españoles la averiguaran. Desde allí navegó hacia el norte en busca del paso del Noroeste que comunicase el Pacífico con el Atlántico.
Tras zarpar de la costa americana, se encaminó hacia el oeste. Llegó a las islas Molucas, rodeó el cabo de Buena Esperanza y alcanzó Sierra Leona en julio de 1580. El 26 de septiembre de ese mismo año el Golden Hind arribó a Plymouth con Drake y otros 59 tripulantes a bordo, junto con una preciada carga de especias y riquezas capturadas a los españoles durante el trayecto.

#### Nombramiento como caballero

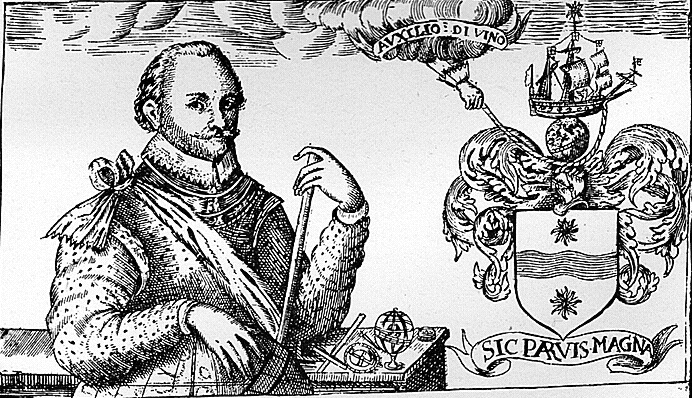
Drake con su nuevo escudo. Lleva dos estrellas polares separadas por el mar, y una nave guiada por la divina providencia. El lema pone: Sic parvis magna («La grandeza nace de pequeños comienzos»); la mano de las nubes: Auxilio divino («Con ayuda divina»).

De regreso a Inglaterra fue recibido con honores, aclamado como el primer inglés en cruzar el estrecho de Magallanes y en dar la vuelta al mundo, tras los españoles Juan Sebastián Elcano, que casi sesenta años antes había logrado la hazaña iniciada junto a Magallanes.

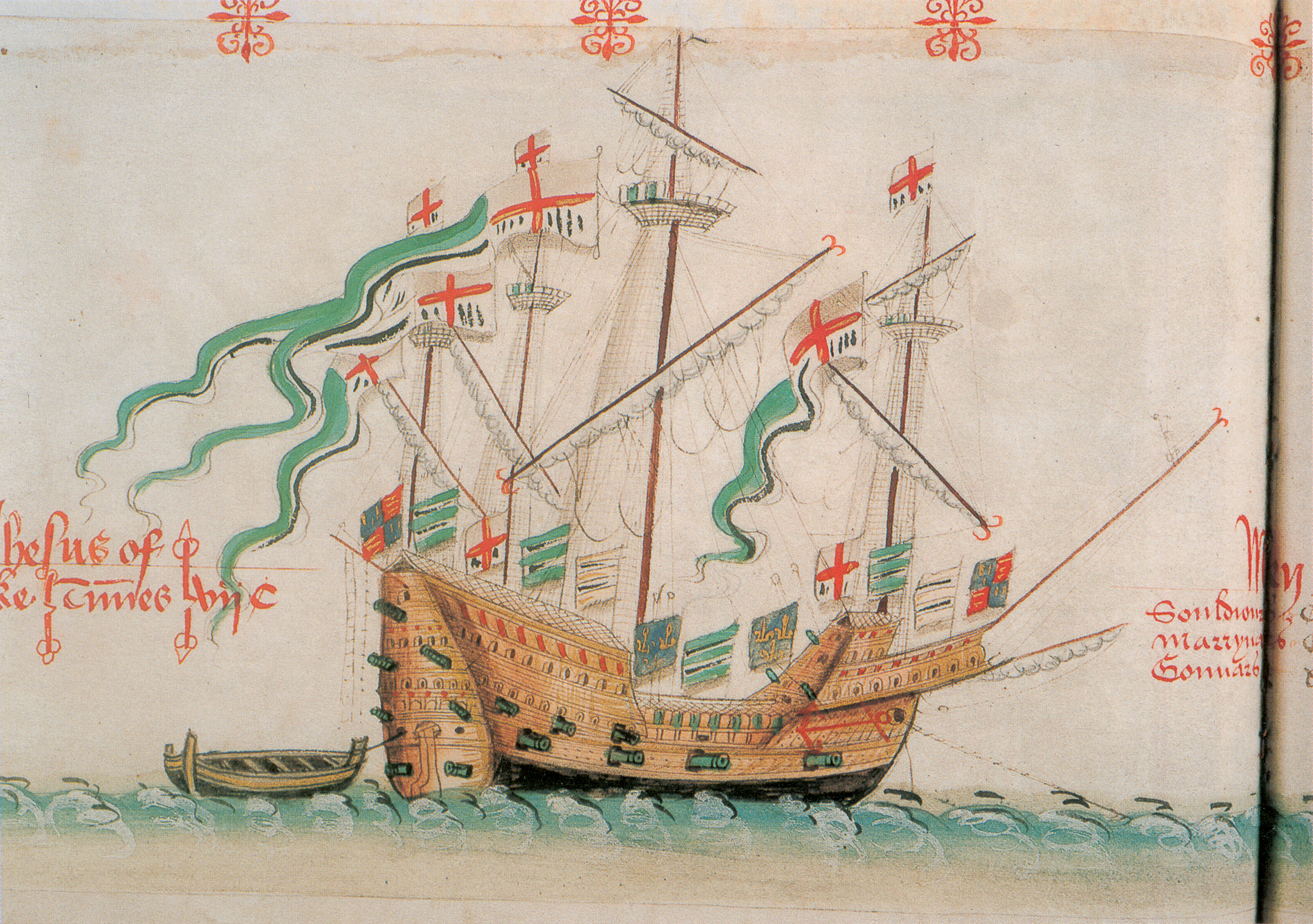
Jesús de Lübeck, buque insignia de Sir John Hawkins

El 4 de abril de 1581, en una ceremonia celebrada a bordo de su barco, el Golden Hind, atracado en el puerto de Deptford, fue armado caballero (Knight Bachelor) por Isabel I de Inglaterra en recompensa por sus servicios a la Corona inglesa. Pese a las evidencias, Isabel sostuvo que no tenía nada que ver con el viaje y lamentó el saqueo, sin nunca devolver lo saqueado. El espaldarazo lo dio un diplomático francés, Monsieur de Marchaumont, quien negociaba la boda de Isabel con el duque Francisco de Anjou, hermano del rey de Francia. Al conseguir que el diplomático francés participara en la ceremonia, Isabel ganaba el apoyo político implícito de los franceses para las acciones de Drake. Durante la era victoriana, imbuida del nacionalismo de la época, se afirmaría que Isabel había dado el espaldarazo a Drake.
Recibió el título de sir y en su escudo de armas acuñó la leyenda Sic parvis magna (o sea, La grandeza nace de pequeños comienzos), en alusión a sus orígenes humildes. Permaneció en tierra durante los años siguientes y fue nombrado alcalde de Plymouth, y posteriormente miembro del Parlamento inglés, primero como representante de la ciudad de Bossiney y más tarde de Plymouth.

### Guerra con España
En 1585, como consecuencia de los constantes ataques de los corsarios ingleses a la flota española y del apoyo inglés a las Provincias Unidas de los Países Bajos, que en aquella época estaba enfrentada a España en la guerra de los Ochenta Años, se desataron las hostilidades entre Inglaterra y España, lo que dio comienzo la guerra anglo-española. La reina Isabel I encargó a Drake el mando de un escuadrón con el encargo de atacar los territorios españoles en las Indias.

#### Primera expedición a las Indias

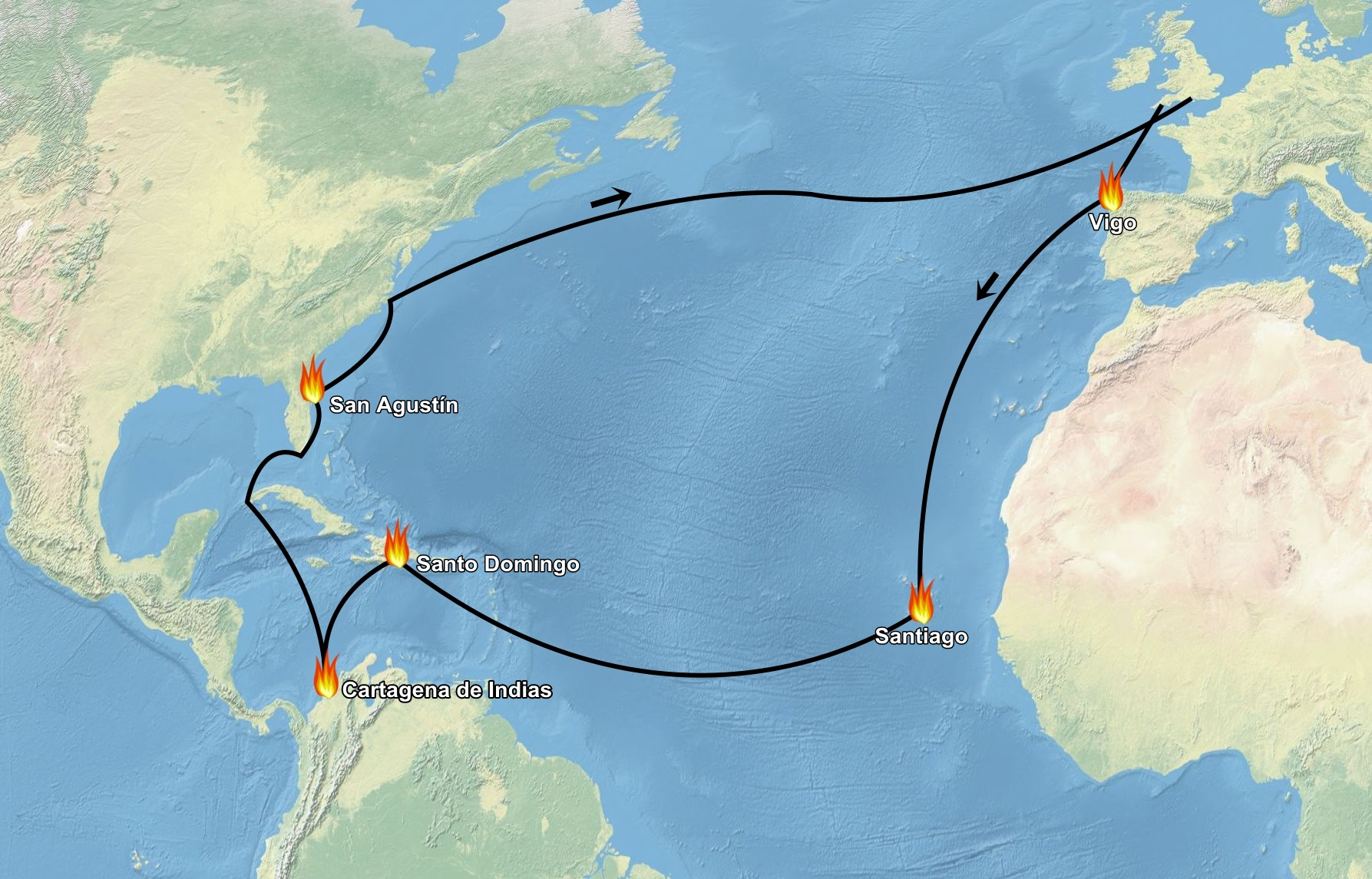
Ruta de la Expedición en la que participó Francis Drake, que partió de Plymouth en 1585 y regresó a Portsmouth en 1586.

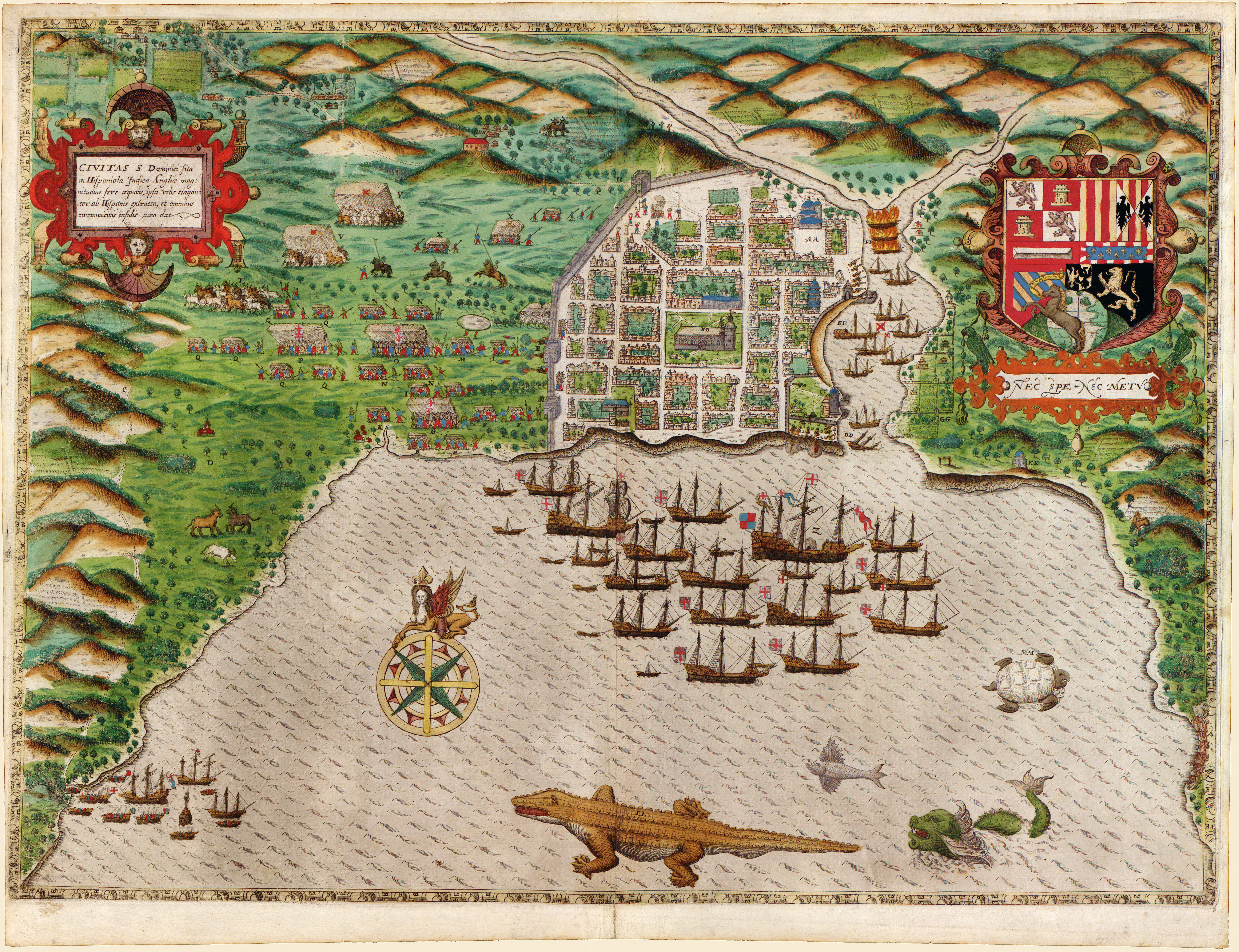
Mapa de la flota de Drake en Santo Domingo.

El 14 de septiembre de 1585, Drake zarpó de Plymouth al mando de una flota de 21 naves y 2000 hombres, para que amagara las costas de España y cayera en definitiva sobre Lisboa. Al alcanzar la costa oeste de Galicia, saquea las islas de Bayona y bloquea la villa de Vigo. A su vez, roba cuanto ganado vacuno encuentra a mano y dispara contra la ciudad algunos cañonazos. Ante este ataque los vigueses sin excepción de clases, sexos ni edades, acudieron a la defensa de su pueblo con tal bravura y denuedo, que obligaron subir a bordo las lanchas que habían echado al mar los ingleses. Estos abandonaron su botín y la escuadra de Drake zarpó hacia las islas Canarias.
Esta heroica resistencia de Vigo, fue combinada con las fuerzas que reunieron Pedro Bermúdez, gobernador de Baiona, y las de Diego Sarmiento, señor de Salvatierra.
Rumbo de las Indias, desvalijó varias carabelas en La Palma y El Hierro de las Canarias y las islas de Cabo Verde, donde incendió Santiago. Tras cruzar el Atlántico llegó a Dominica, que encontró poblada solo por indígenas, y desde ahí fue a la isla de San Cristóbal, donde no encontraron ningún habitante.
El 1 de enero de 1586 llegó a la isla de La Española, donde mandó desembarcar 1200 hombres que tomaron la ciudad de Santo Domingo, y exigió un rescate a las autoridades españolas por su devolución. Un mes más tarde, después de haber incendiado parte de la ciudad y haber recibido un pago de 25 000 ducados, los atacantes se retiraron y se hicieron nuevamente a la mar. La misma operación fue llevada a cabo contra Cartagena de Indias, ciudad que asaltaron la noche del 19 de febrero y que mantuvieron en su poder durante seis semanas. La devolvió a cambio de 107 000 ducados.
El 1 de marzo, tras tener pocas bajas durante los enfrentamientos con los españoles y los indígenas en Santo Domingo y Cartagena, pero diezmados por la fiebre amarilla, zarparon de Cartagena con la intención de regresar a Inglaterra. El 27 de abril tocaron tierra en el cabo de San Antonio (oeste de Cuba), y de allí siguieron hacia la costa de Florida; el 28 de mayo remontaron el río San Agustín hasta llegar a la fortaleza española de San Agustín, que también incendiaron. En la isla de Roanoke (hoy Carolina del Norte) recogió a más de un centenar de colonos ingleses que a las órdenes de Ralph Lane y ante las dificultades de poblar la zona decidieron regresar a Inglaterra tras haberse establecido allí el año anterior. La flota de Drake llegó a Portsmouth el 28 de julio de 1586.

### Órdenes de Felipe II a Álvaro de Bazán
En mayo de 1586, durante el conflicto de la guerra Anglo-española de 1585-1604, el rey Felipe II emitió una Real cédula dirigida a Álvaro de Bazán, I marqués de Santa Cruz. Este documento histórico es esencial para entender las estrategias y decisiones en medio del conflicto marítimo. En ella, el rey Felipe II le da la orden de seguir los pasos a Francis Drake y buscar la manera de castigar a los ingleses.
El rey informa a Bazán que Francis Drake, un inglés, ha salido de Inglaterra con una armada con la intención de causar daño a los vasallos y dominios del rey. Ya ha llegado a las islas de Cabo Verde y se espera que pase a las Indias.
Bazán recibe la orden de seguir los pasos de la armada de Drake, buscando castigar a los ingleses y hacer que cesen en sus atrevimientos. Le otorga poder y autoridad para reunir y tomar las fuerzas necesarias para hacer la guerra a los ingleses dondequiera que los encuentre y de la manera que mejor le parezca.
El escrito, redactado en español con una elegante letra humanística, encomienda a Santa Cruz la crucial misión de seguir meticulosamente los pasos del corsario inglés Francis Drake. La urgencia y gravedad de la encomienda se hacen evidentes al solicitar a Santa Cruz que evalúe cuidadosamente cómo escarmentar a los ingleses por sus acciones hostiles.
La cédula no solo refleja la creciente hostilidad entre las dos potencias, sino que también destaca la importancia estratégica de contrarrestar las incursiones de Drake, una figura emblemática en el conflicto marítimo. Estas órdenes revelan la confianza de la Corona española en la capacidad militar y estratégica de Álvaro de Bazán, confiándole la responsabilidad de proteger los intereses del imperio frente a las amenazas navales inglesas.
El documento representa un mandato específico en el contexto de la guerra y proporciona una visión única de las decisiones estratégicas adoptadas por la monarquía española para salvaguardar sus posesiones y contrarrestar las acciones de potencias rivales en el escenario marítimo de la época.
Esta orden real ejemplifica la política de Felipe II de enfrentarse a la creciente amenaza de los ingleses en el Atlántico.

#### Expedición a la península ibérica
En 1587 dirigió una campaña contra la flota que Felipe II estaba preparando para invadir Inglaterra. En una expedición sin precedentes, la flota de Drake atacó y saqueó Cádiz, destruyendo más de 30 barcos destinados a la Armada Invencible; volvió hacia Lisboa, donde amenazó a la flota del marqués de Santa Cruz Álvaro de Bazán sin llegar a atacarla, y virando hacia las islas Azores capturó la carraca San Felipe, que procedente de las Indias venía cargada de riquezas. El éxito rotundo de la expedición de Drake retrasó un año más los planes españoles de invasión de Inglaterra.
En el contexto de la expedición dirigida por Sir Francis Drake en 1587, destaca una carta significativa enviada por el rey Felipe II al duque de Medina Sidonia, quien más tarde se convertiría en el comandante de la Armada Española encargado de la histórica empresa de conquistar Inglaterra en 1588. Esta carta, redactada con celeridad, revela la urgente respuesta del monarca español ante las incursiones inglesas, específicamente aquellas lideradas por Sir Francis Drake.
El monarca, en su mensaje al duque, expresa su gratitud por el valiente papel desempeñado en la defensa de la ciudad frente a los ataques de Sir Francis Drake. Reconociendo la importancia estratégica de la resistencia, la carta exhorta al duque de Medina Sidonia a estar preparado para una posible ofensiva adicional por parte de Drake, cuyo regreso se especula con refuerzos.
En términos más específicos, Felipe II insta al duque a movilizar recursos, solicitando el apoyo de nobles y pueblos de Andalucía para obtener armas. Además, le encomienda la formación de una infantería y una caballería capaces de hacer frente a los potenciales desembarcos y ataques en las costas. La carta, escrita "de puño y letra" del rey y sin la firma del secretario, refleja la premura y la urgencia estratégica en la toma de decisiones en un momento crítico de la historia militar entre España e Inglaterra.

#### La Armada Invencible
En agosto de 1588, la Armada Invencible, una gran flota capitaneada por el duque de Medina Sidonia, atacó Plymouth. Francis Drake, que ocupaba el cargo de vicealmirante de la flota inglesa bajo las órdenes del almirante Charles Howard, se destacó particularmente en la batalla, capturando entre otras la nave de Pedro de Valdés, comandante de la flota de Andalucía. El galeón Nuestra Señora del Rosario, ligeramente dañada y rezagada del resto de la flota, fue fácilmente apresada por Drake. Pedro de Valdés fue hecho prisionero y permaneció encarcelado en la Torre de Londres durante siete años. Esta captura representó un golpe significativo para los españoles y consolidó la reputación de Drake como uno de los líderes navales más hábiles de su época.
Tras la toma del Nuestra Señora del Rosario en 1588, los prisioneros fueron recluidos en un granero de la Abadía de la Torre en Torquay, al sur de Inglaterra. El lugar, conocido como Spanish Barn, se convirtió en un lúgubre refugio de hacinamiento, plagado de inclemencias, donde los cautivos sufrieron enfermedades y plagas de ratas. Algunos de ellos, según los registros históricos, murieron durante su confinamiento en dicho granero.
Según una leyenda inglesa, Drake se encontraba jugando a los bolos en el momento en que recibió la noticia de la llegada de la flota española, pero en lugar de partir inmediatamente decidió seguir el juego: «Tenemos tiempo de acabar la partida. Luego venceremos a los españoles».
En la Batalla de Gravelinas, un enfrentamiento decisivo en la lucha contra la Armada Invencible, Sir Francis Drake sirvió bajo el mando del Lord Charles Howard. La batalla, que se libró durante nueve horas, tuvo lugar en la costa de Gravelinas, Francia. Un cambio en la dirección del viento obligó a los españoles a retirarse hacia el Mar del Norte.
Drake era conocido por sus tácticas de batalla innovadoras. En lugar de acercarse a los barcos enemigos para abordarlos, ordenó a sus naves que navegaran en línea y se mantuvieran a una distancia segura de los barcos españoles. Luego, sus cañoneros disparaban una andanada mortal con el único propósito de hundirlos.
Durante la batalla contra la Armada Invencible, Drake utilizó una táctica conocida como “barcos incendiarios”. En la noche del 7 de agosto, envió ocho pequeños barcos llenos de materiales inflamables hacia la flota española anclada. Los barcos fueron incendiados, causando gran confusión entre los españoles y obligándolos a cortar sus anclas para evitar ser incendiados.
A pesar de estar en gran desventaja numérica, las tácticas y estrategias de Drake resultaron ser extremadamente efectivas. La flota inglesa logró repeler a la Armada Invencible y forzar su retirada.

#### La Invencible Inglesa
Al año siguiente del descalabro de la Armada Invencible, Inglaterra intentó aprovecharse del fracaso español. Con tal fin, organizó lo que se ha conocido como la «Invencible Inglesa» o «Contraarmada».
Los objetivos ingleses eran atacar y saquear las costas españolas y provocar y apoyar una insurrección en Portugal contra su rey, Felipe II de España. Posteriormente tratarían de hacerse con alguna de las islas Azores para disponer de una base permanente en el Atlántico desde la que asaltar las flotas de Indias españolas. Drake atacó La Coruña, consiguiendo saquear una parte de la ciudad pero siendo finalmente rechazado, destacando la figura de María Pita en la heroica defensa y sufriendo los ingleses unos 1300 muertos y la pérdida de cuatro naves. Además fracasó también en iniciar la revuelta de los portugueses contra Felipe II y en ocupar alguna de las islas Azores, viéndose obligado finalmente a batirse en retirada sin haber logrado ni uno solo de sus objetivos y habiendo sufrido unas tremendas pérdidas de 12 000 hombres y 20 barcos.
Quiso sin embargo cambiar tan amarga espina y para no volver con las manos vacías y la moral de sus tropas hundida, hizo durante su vuelta, fugaz escala en la rías bajas gallegas, arrasando sin compasión durante cuatro días la indefensa villa de Vigo, a la que su tripulación, sin gobierno y deseosa de venganza, infligió desmanes cargados de crueldad hasta dejar la villa reducida a cenizas. Ni de esta demostración abusiva de poder salió indemne el corsario, ya que perdió unos quinientos hombres en tierra, además de otros tantos heridos. La creciente defensa de los moradores y las llegadas de milicias provenientes de Portugal, pusieron a las naves de nuevo en retirada.
Tras abrirse una investigación en Inglaterra para tratar de esclarecer las causas del desastre, Drake, cuyo comportamiento fue duramente criticado por sus compañeros de armas, fue relegado al modesto puesto de comandante de las defensas costeras de Plymouth, negándosele el mando de cualquier expedición naval durante los siguientes seis años.

#### Segunda expedición a las Indias y muerte

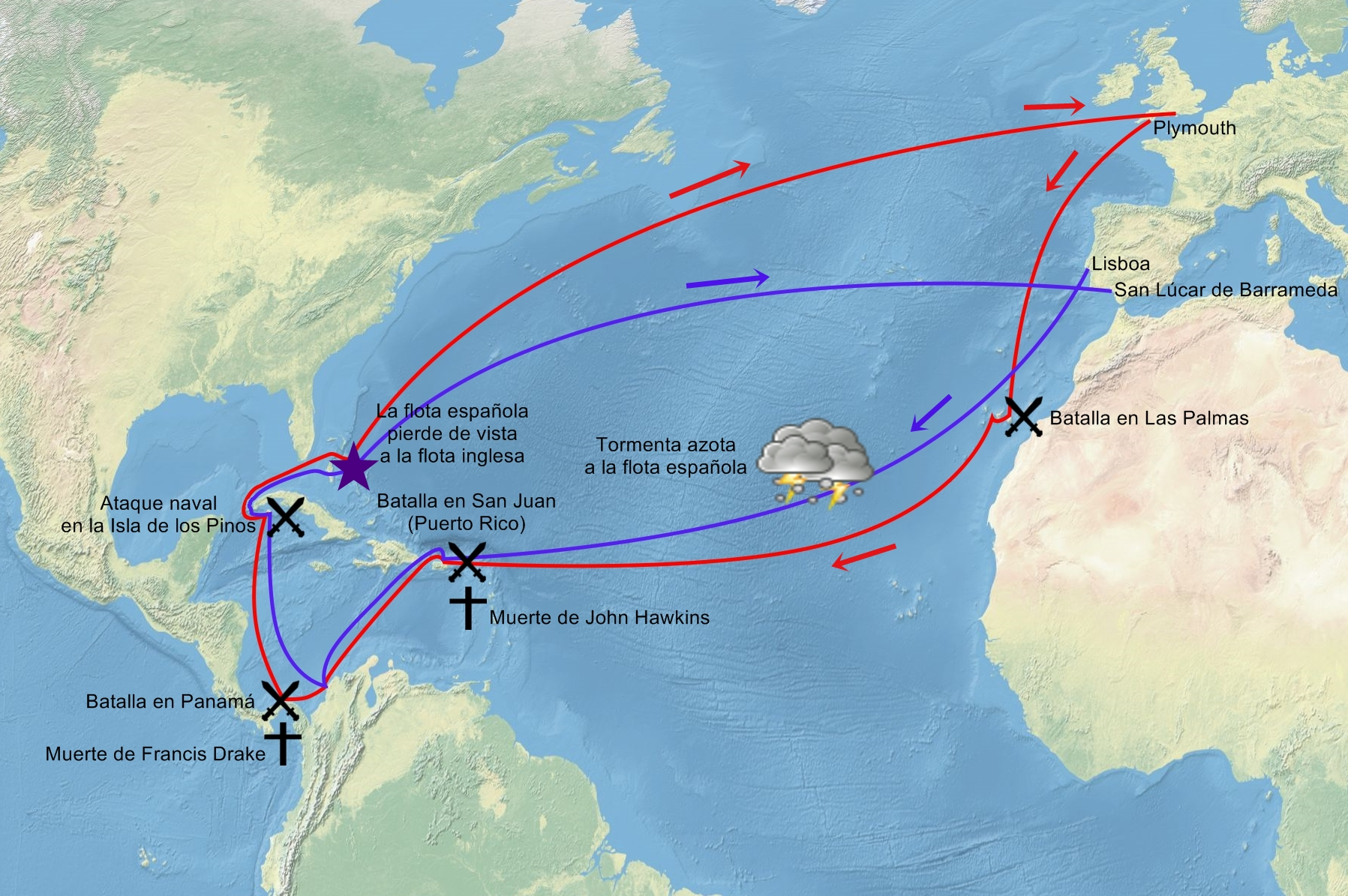
Recorrido aproximado de la expedición de Francis Drake y de John Hawkins de 1595-1596 (en rojo) y del seguimiento y final ataque naval de la flota de Bernardino de Avellaneda y Juan Gutiérrez de Garibay (en azul).

En 1595, ante el mal cariz que la guerra estaba tomando para los intereses ingleses, Drake propuso a la reina Isabel una audaz operación contra la América española, que tenía como objetivo principal establecer una base inglesa permanente en Panamá para desde allí poner en jaque los dominios españoles en el Caribe. Así, consiguió salir del ostracismo en el que había caído tras el desastre de la Invencible Inglesa y se embarcó en una larga y desastrosa campaña, en la que sufrió varias derrotas consecutivas frente a fuerzas españolas muy inferiores.
Trató de capturar un galeón en San Juan de Puerto Rico, pero los artilleros españoles del castillo del Morro alcanzaron el puente de su barco, matando en el acto a dos oficiales ingleses, aunque Drake sobrevivió. Poco después, atacó de nuevo San Juan, volviendo a ser derrotado por cinco fragatas españolas al mando de don Pedro Téllez de Guzmán. Enfrentándose también este mismo año al gobernador y capitán general de la provincia del Nuevo Reino de Granada, que en su momento era el licenciado Francisco Manso de Contreras.
Tras sufrir una derrota en Panamá frente a 120 soldados españoles mandados por los capitanes Enríquez y Agüero, a mediados de enero de 1596, a los 56 años, enfermó de disentería. El 28 del mismo mes murió frente a las costas de Portobelo, Panamá, después de haber hecho testamento en favor de su sobrino Francis; el mando de la expedición quedó a cargo de Thomas Baskerville. Fue sepultado en el mar dentro de un ataúd lastrado.
La flota inglesa sería de nuevo derrotada en la isla de Pinos por una escuadra española enviada para expulsarlos del Caribe, comandada por Bernardino de Avellaneda y Juan Gutiérrez de Garibay. El saldo de la expedición; que además de la muerte de Drake también costó la vida de John Hawkins; sería de tres buques capturados por los españoles, 17 buques hundidos o abandonados, 2500 muertos y 500 prisioneros.
La noticia de su muerte llegó a España por una misiva de finales de marzo del general español Bernardino Delgadillo de Avellaneda dirigida a Pedro Flores, presidente de la Casa de la Contratación de Indias. Posteriormente, el 20 de junio del mismo año, el licenciado Andrés Armenteros envió una carta al duque de Medina Sidonia en la que informaba del regreso de la flota inglesa a Inglaterra, añadiendo (errónea o falsamente) la noticia de que el cuerpo de Drake iba en uno de estos barcos, metido en un tonel.

## Literatura y cultura popular
A pesar de la política de sigilo inglesa, los viajes de Drake aparecieron recogidos en numerosos mapas y atlas, muy difundidos y populares en su época. Tanto su vida en general como el viaje de vuelta al mundo fueron motivo de inspiración para algunas obras literarias contemporáneas y posteriores:
- Juan de Castellanos dedicó su Discurso de Francisco Drake en sus Elegías de varones ilustres, escrito hacia 1596. Sin embargo, fue censurado en su época debido a cuestiones de inteligencia naval militar. La veracidad de la información era tal que Pedro Sarmiento de Gamboa interpretó que podría perjudicar la defensa de las costas de Indias contra la piratería. Esta obra se publicó por primera vez en 1921.
- Lope de Vega escribió el poema épico La dragontea sobre la derrota de Drake por el alcalde de Nombre de Dios, Diego Suárez de Amaya.
- Juan de Miramontes Zuazola relató su gesta en Armas Antárticas en 1609, pero la obra permaneció oculta hasta 1921.
- En la novela La novia del hereje (1854) de Vicente Fidel López, Francisco Drake actúa como antagonista.
- Gabriel García Márquez hace referencia al ataque de Drake a Riohacha como punto de partida para la historia de las familias Buendía e Iguarán al comienzo de Cien años de soledad. También menciona a Drake en el cuento La increíble y triste historia de la cándida Eréndira y de su abuela desalmada, al describir una pistola que Eréndira toma. Ulises, su acompañante, exclama: "-No sirve. Era de Francis Drake".
- En el cuento La enamorada del Pequeño Dragón (de "Misteriosa Buenos Aires"), Manuel Mujica Lainez introduce el nombre de Drake en relación con una joven enamorada del sobrino de Drake.
- José Milla y Vidaurre nombra a Drake repetidamente en la obra El visitador.
- David Silvestre lo incluye en su tragedia española La Rosa Inglesa, publicada en 2007.
- En la obra de ficción histórica El Tesoro de los piratas de Guayacán, escrita por el inglés Ricardo Latcham, también se hace mención de Drake.

## Legado y honores
Las fuentes históricas sobre los primeros años de Drake son escasas y tienden a ser oscuras.Han surgido dos tradiciones académicas comunes sobre su vida y contribuciones.La tradición más antigua se puede encontrar en la biografía de Julian Corbett, Drake and the Tudor Navy (1898), que identifica a Drake como la figura más importante en la fundación y el triunfo de la marina británica.

## Entretenimiento
- En la saga de videojuegos Uncharted se menciona a lo largo de la historia que el protagonista de dicha saga, Nathan Drake, es el descendiente ficticio del aventurero inglés.
- En el manga One Piece, el personaje de X está basado en Drake.
- El juego de mesa Francis Drake, publicado en 2013 por Kayal Games, está ambientado en 1572 y basado en sus viajes.
- En el videojuego Fate/Grand Order, Drake aparece como uno de los múltiples servants que el jugador puede obtener. Asimismo, también es un personaje secundario del anime Fate/EXTRA: Last Encore.
- En la serie Black Sails T1:E3 se comenta sobre él, así como a lo largo de la serie.